# Andrzej Nosowicz
Andrzej Nosowicz (ur. 18 listopada 1867 w Stryju, zm. 17 sierpnia 1940 we Lwowie) – polski inżynier, minister kolei żelaznych.
Szkołę ludową i wyższą szkołę realną ukończył w rodzinnym Stryju. Odbył studia na Wydziale Inżynierii Politechniki Lwowskiej. Pracował w Dyrekcji Kolei Państwowych we Lwowie.
Od 1910 zastępca naczelnika służb technicznych w dyrekcji Kolei Północnej (K.u.K. Privilegierte Kaiser-Ferdinands-Nordbahn) w Wiedniu z siedzibą w Krakowie. Przez wiele lat zajmował się budową nowych linii kolejowych, m.in.: Tarnopol-Halicz, Lwów-Podhajce.
W Polsce niepodległej naczelnik Dyrekcji Kolei Państwowych i od 14 września 1923 do 14 grudnia 1923 minister kolei żelaznych w rządzie Wincentego Witosa. Był skarbnikiem Polskiego Towarzystwa Politechnicznego we Lwowie.
Pochowany na cmentarzu Łyczakowskim we Lwowie ( kwatera 70, nr 31).

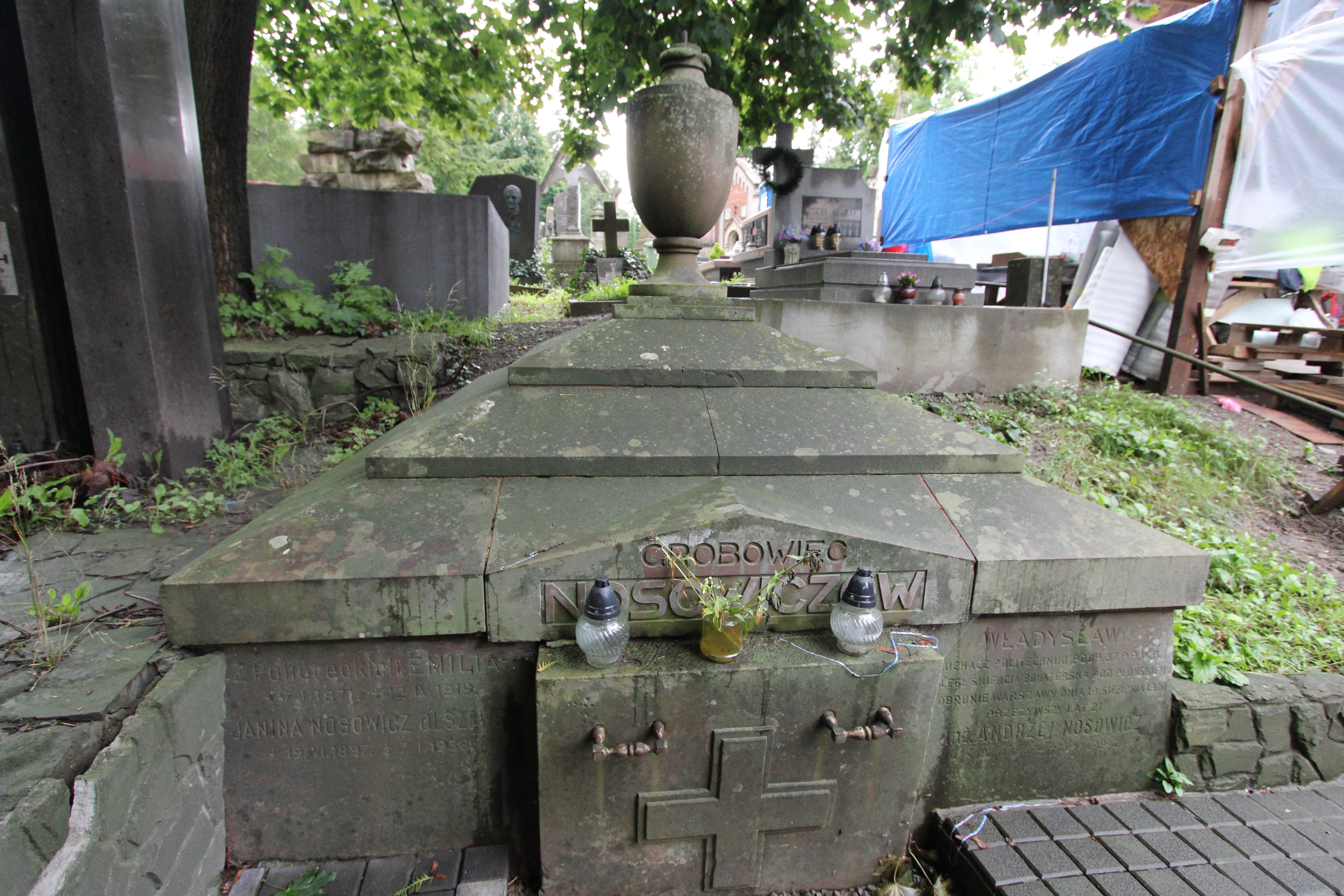
Grobowiec Andrzeja Nosowicza przed renowacją

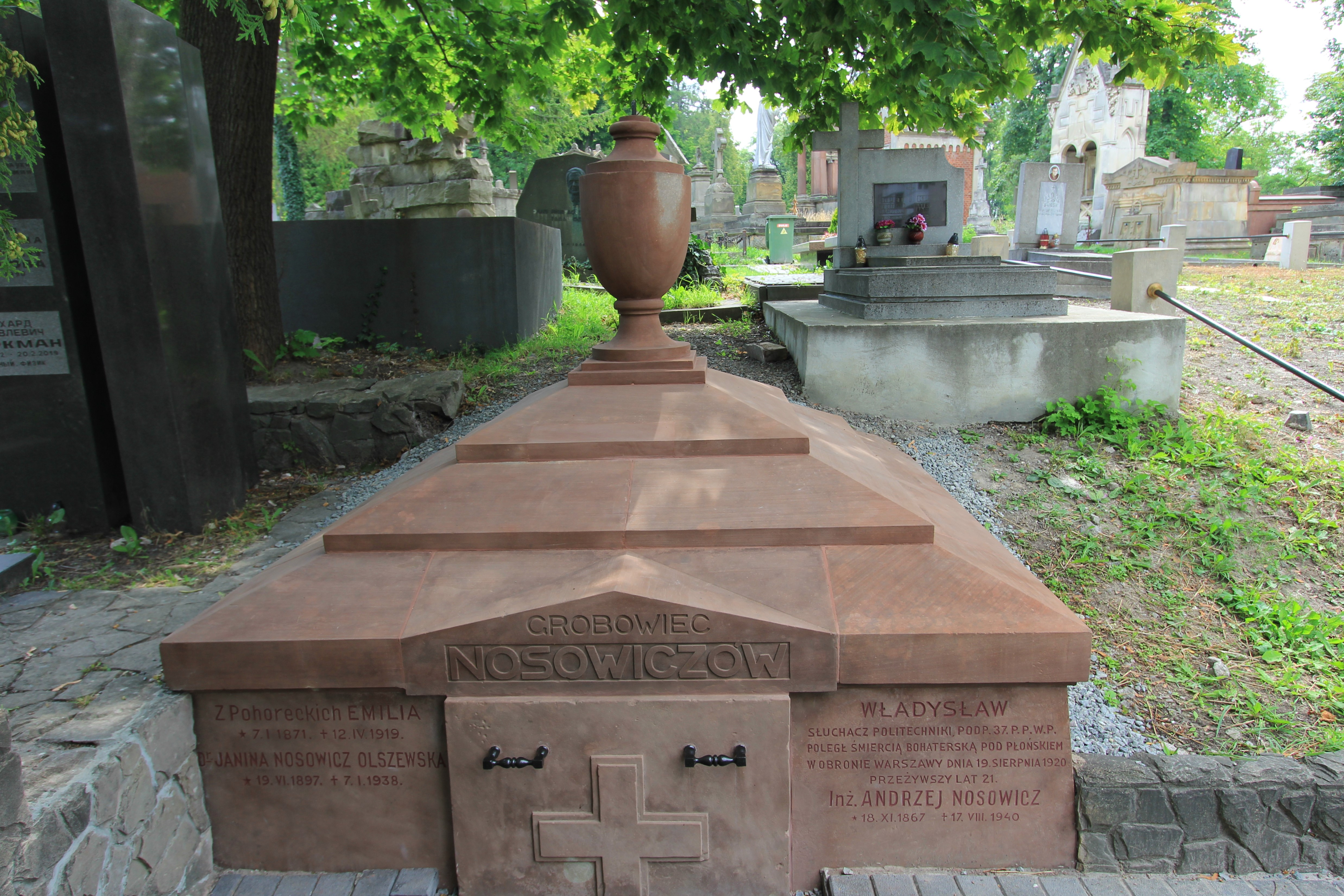
Grobowiec Andrzeja Nosowicza po renowacji

W 2022 roku z inicjatywy Premiera RP Mateusza Morawieckiego grobowiec Nosowicza został odnowiony. Cały projekt był realizowany przez Fundację Dziedzictwa Kulturowego we współpracy z Kancelarią Prezesa Rady Ministrów.